# Scrignac
Scrignac is een gemeente in het Franse departement Finistère (regio Bretagne) en telt 883 inwoners (1999). De plaats maakt deel uit van het arrondissement Châteaulin.

## Geografie
De oppervlakte van Scrignac bedraagt 71,8 km², de bevolkingsdichtheid is 12,3 inwoners per km².
De onderstaande kaart toont de ligging van Scrignac met de belangrijkste infrastructuur en aangrenzende gemeenten.

## Demografie
Onderstaande figuur toont het verloop van het inwonertal (bron: INSEE-tellingen).
1. ↑  Populations de référence 2022.